# 吳皇昇

吳皇昇（1984年12月24日—），中華民國政治人物，無黨籍，高雄人，定居於臺中市。曾任國民黨台中市議員林汝洲服務處助理、顏莉敏研究室主任、臺中市政府新聞局局長、研考會主委，後進入新竹市政府擔任行政處長，現為新北市政府健康城市及永續發展委員會委員。

## 生平
大學就讀世新大學口語傳播學系，畢業後進入國立政治大學政治學研究所就讀碩士學位，專長為選舉研究、民意調查統計方法、政治溝通與傳播、政治學理論、公共政策。曾於政治大學選舉研究中心擔任專案助理。
國立政治大學政治學研究所碩士畢業後，與妻子因照顧家人關係選擇到臺中市定居，在台中第一個工作擔任林汝洲議員助理，後進入顏清標女兒顏莉敏議員問政團隊，專職議會研究室主任。曾被借到國民黨台中市長擬參選人江啟臣的團隊擔任政策幕僚。2018年擔任臺中市長候選人盧秀燕競選總部發言人，盧秀燕當選臺中市長後，於同年12月25日擔任臺中市政府新聞局局長。2019年9月11日，以其本職學能轉任臺中市政府研究發展考核委員會主任委員，負責政策規劃、績效管理及考核執行。後因家庭及生涯規劃請辭職務，於2023年3月由新竹市長高虹安再邀請擔任新竹市政府行政處長一職，2024年3月請辭。

## 資歷
- 國立政治大學選舉研究中心專案助理
- 臺中市議員林汝洲服務處議題助理
- 臺中市議員顏莉敏議會研究室主任
- 臺中市議會黨團議題幕僚
- 臺中市長擬參選人江啟臣競選團隊核心幕僚
- 臺中市長候選人盧秀燕競選總部發言人
- 臺中市政府新聞局局長（2018年12月25日－2019年9月10日）
- 臺中市政府研究發展考核委員主任委員（2019年9月11日－2022年12月24日）
- 新竹市政府行政處處長（2023年3月13日－2024年3月25日）

## 外部連結
- 吳皇昇的Facebook專頁
- 首長介紹（页面存档备份，存于）